# Arhanq
Arhanq (Arheng) fou el nom d'una regió situada al sud del riu Oxus (àrab Jihun, modern Amudarià) que s'estenia entre el riu fins a més enllà de Baghlan, en total uns 150 km en diagonal, fent frontera amb el Badakhxan en tota la part oriental mentre pel sud i oest limitava amb Balkh i el Bakelan. A uns 50 km al sud del riu estava la ciutat de Kunduz (i Baghlan uns 80 km al sud de l'anterior).

## Història
Al segle xiv estava poblada per la tribu turcomongola dels karaunes i va estar sota el control de Qazaghan. A la mort d'aquest (1358) i deposició del seu successor, el seu fill Abd Allah ibn Qazaghan (1359), els amirs van procedir a un repartiment de territoris i l'Arhanq va correspondre quasi totalment a Amir Husayn ibn Musala, net de Qazaghan i reconegut com a cap dels karaunes; a més va rebre també el territori cap al sud, amb la vall del Panjshir i fins més enllà de Kabul. En el repartiment del 1359 la part sud del Khuttalan va quedar en poder dels amirs Kein Kofru i Oljeitu Itou Apardi (Altaj Berdi?, Oljai Apardi?) que també van dominar la part nord-oriental de l'Arhanq a l'entorn de Walwalij.